# Jules Beck

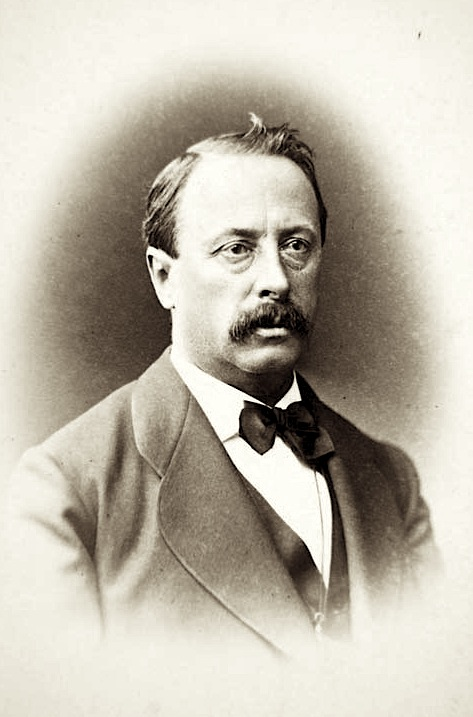
Jules Beck

Jules Maurice Beck (20. června 1825, Biel – 16. ledna 1904, Štrasburk) byl švýcarský fotograf vysokohorských oblastí.

## Život
Jules Beck vyrůstal v Bielu a Bernu jako nejstarší syn středoškolského učitele Maurice Becka a Julie Boeckelové z Alsaska. Po komerčním vyučení ve Vevey nastoupil v roce 1845 do Mercerie ve Štrasburku, která patřila rodině jeho matky. V roce 1876 Beck firmu opustil a od té doby se plně věnoval fotografii. Jeho manželství s manželkou Louise skončilo rozvodem, pravděpodobně kvůli jejich bezdětnosti.
Beck byl jedním z prvních fotografů, kteří pořizovali snímky ve výškách nad 4000 metrů. Jako jeden z prvních využíval suchý želatinový proces, což mu umožnilo snížit hmotnost jeho fotografického vybavení na 15 kilogramů.
Jeho první fotografie z vysokých hor pocházejí z července 1866, kdy fotografoval těsně pod vrcholem Wetterhornu. Kvůli přeexponování však byly rozmazané. V roce 1876 pořídil Beck své první fotografie Dufourspitze. Významné byly také jeho snímky vrcholů Mönch a Jungfrau. Na jeho fotografiích jsou zachyceny i dnes již neexistující stavby, například starý hotel Riffelalp v Zermattu nebo dvoupatrová horská chata Cabane de Panossière z roku 1883 ve Val de Bagnes.
Navzdory náročným podmínkám při svých expedicích Beck kladl velký důraz na dobré a bohaté jídlo, které považoval za nejlepší lék na výškovou nemoc.
Beckovy snímky byly publikovány v časopisech jako Die Gartenlaube nebo v periodikách Švýcarského alpského klubu. Prezentoval je také na švýcarské národní výstavě v Curychu. Jeho přednášky, často doprovázené promítáním fotografií, se těšily velkému zájmu, přičemž některé rukopisy těchto přednášek se dochovaly.
Beckovo celoživotní dílo, čítající asi 1200 fotografií, je uloženo ve Švýcarském alpském muzeu v Bernu. Od října 2010 do září 2011 zde byla Beckovi věnována speciální výstava.

## Publikace
- Über Photographie in höheren Alpenregionen (O fotografování ve vysokohorských alpských oblastech.), Ročenka švýcarského alpského klubu, Bern, 1867.
- Eine Campagne im Hochgebirge. (Expedice do vysokohorských oblastí.), Neue Alpenpost, Curych, 1878, svazek VIII.

Literatura o autorovi
- Urs Kneubühl, Markus Schürpf: Jules Beck – Der erste Schweizer Hochgebirgsfotograf (Jules Beck – první švýcarský fotograf vysokohorských oblastí), Scheidegger & Spiess, Curych 2012.[5]

## Galerie

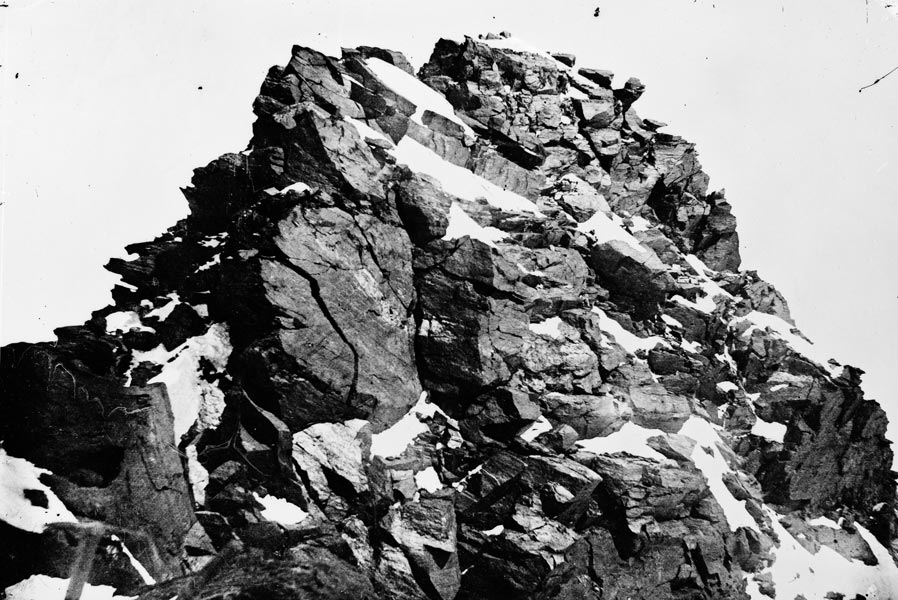
Dufourspitze 1867
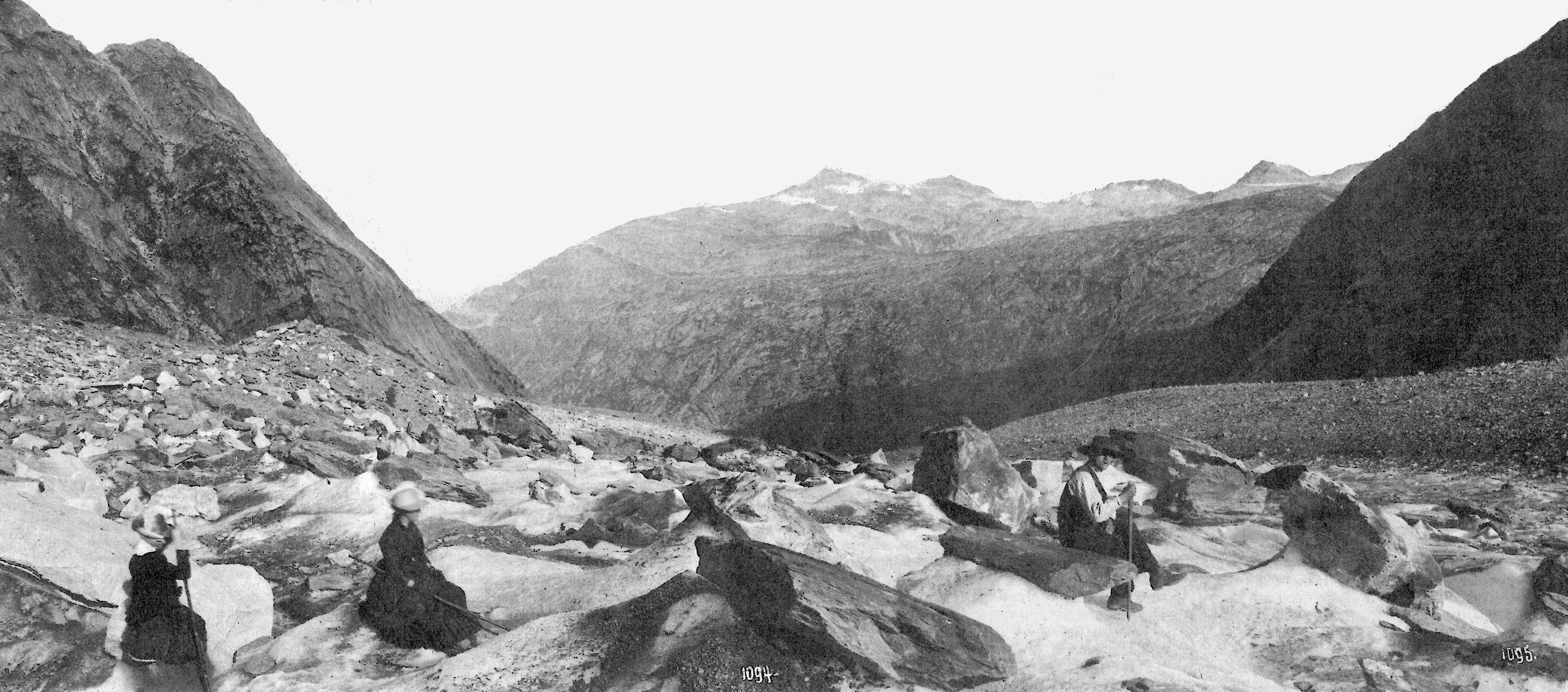
Ledovec Unteraar 1889
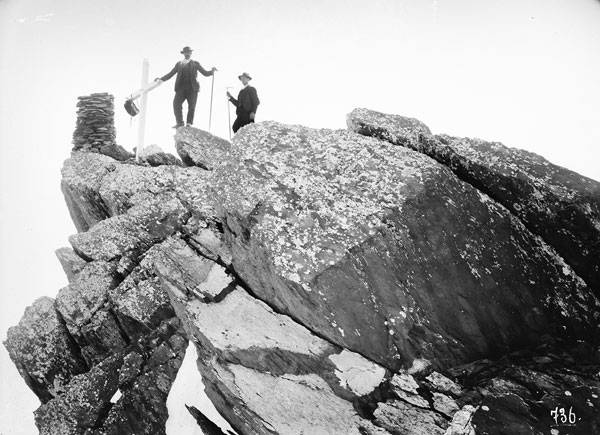
Dents du Midi 1883
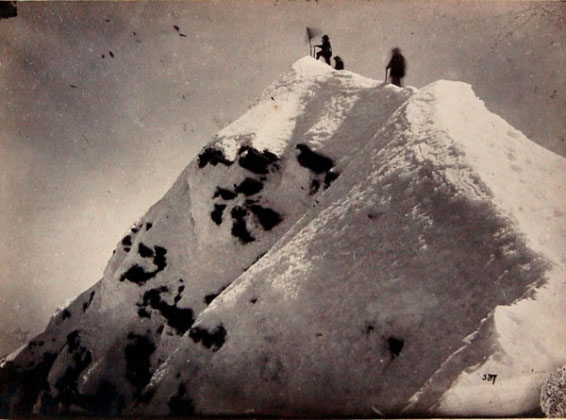
Vrchol hory Jungfrau, 1878
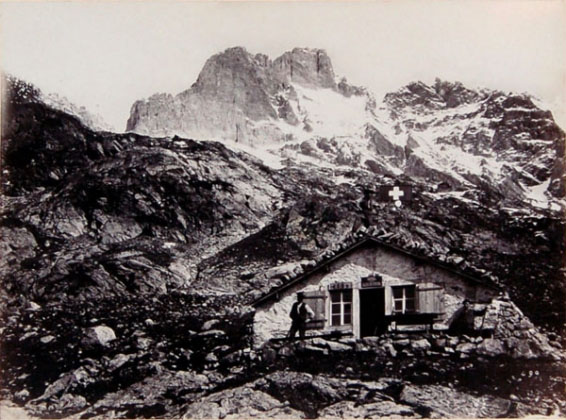
Horská chata Glecksteinhütte a Wetterhorn, 1880
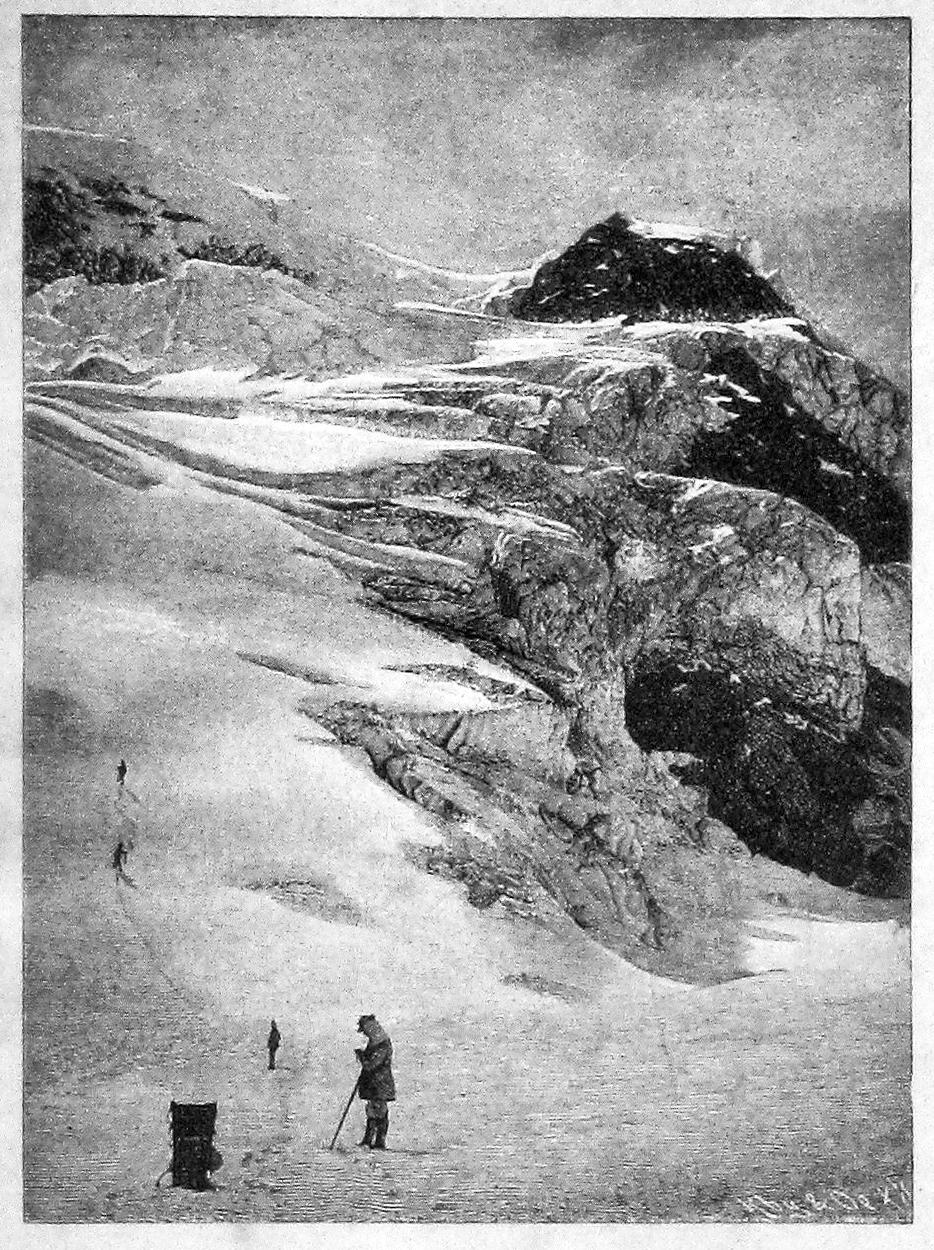
Gartenlaube (1883)
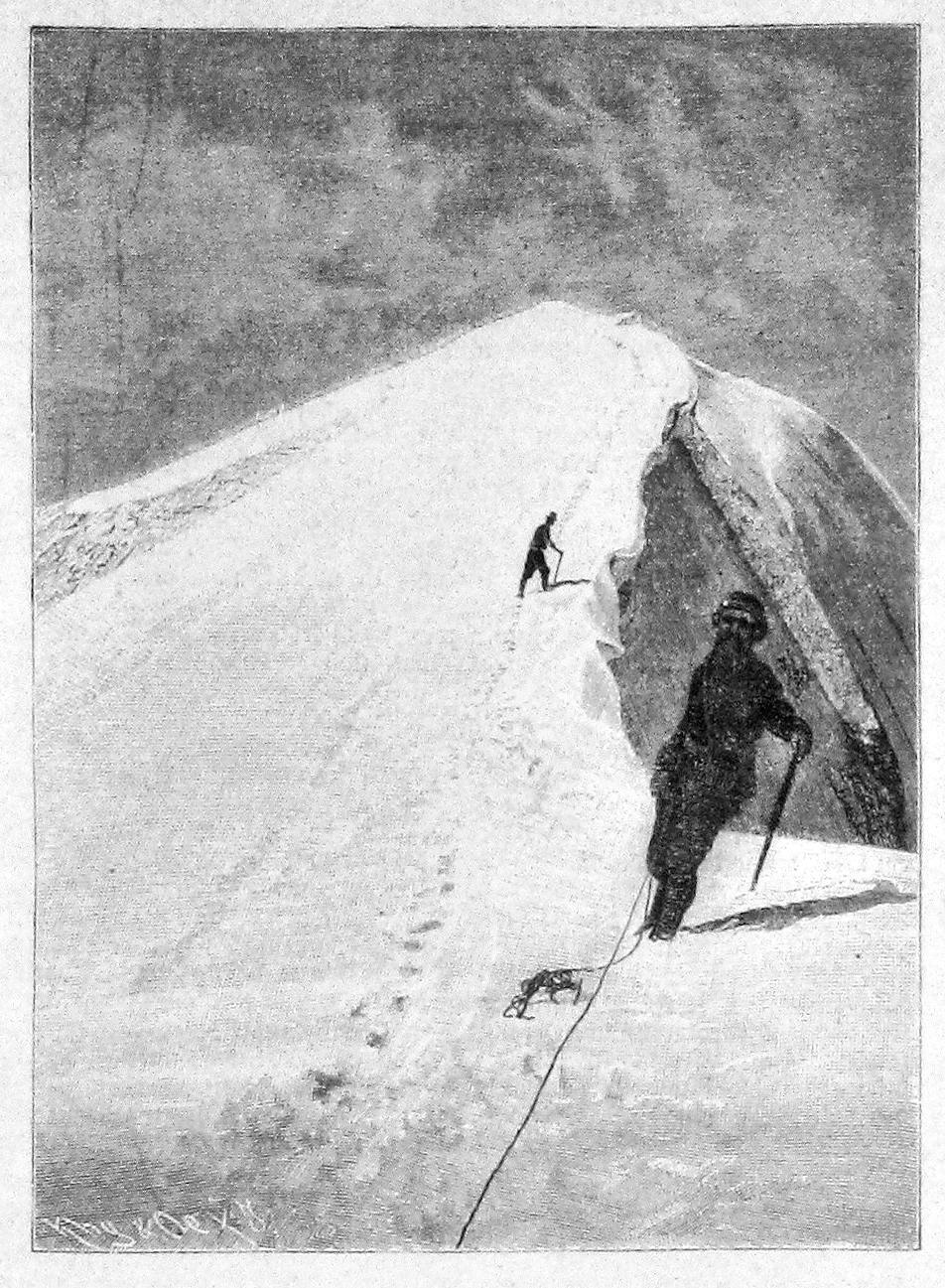
Gartenlaube (1883)
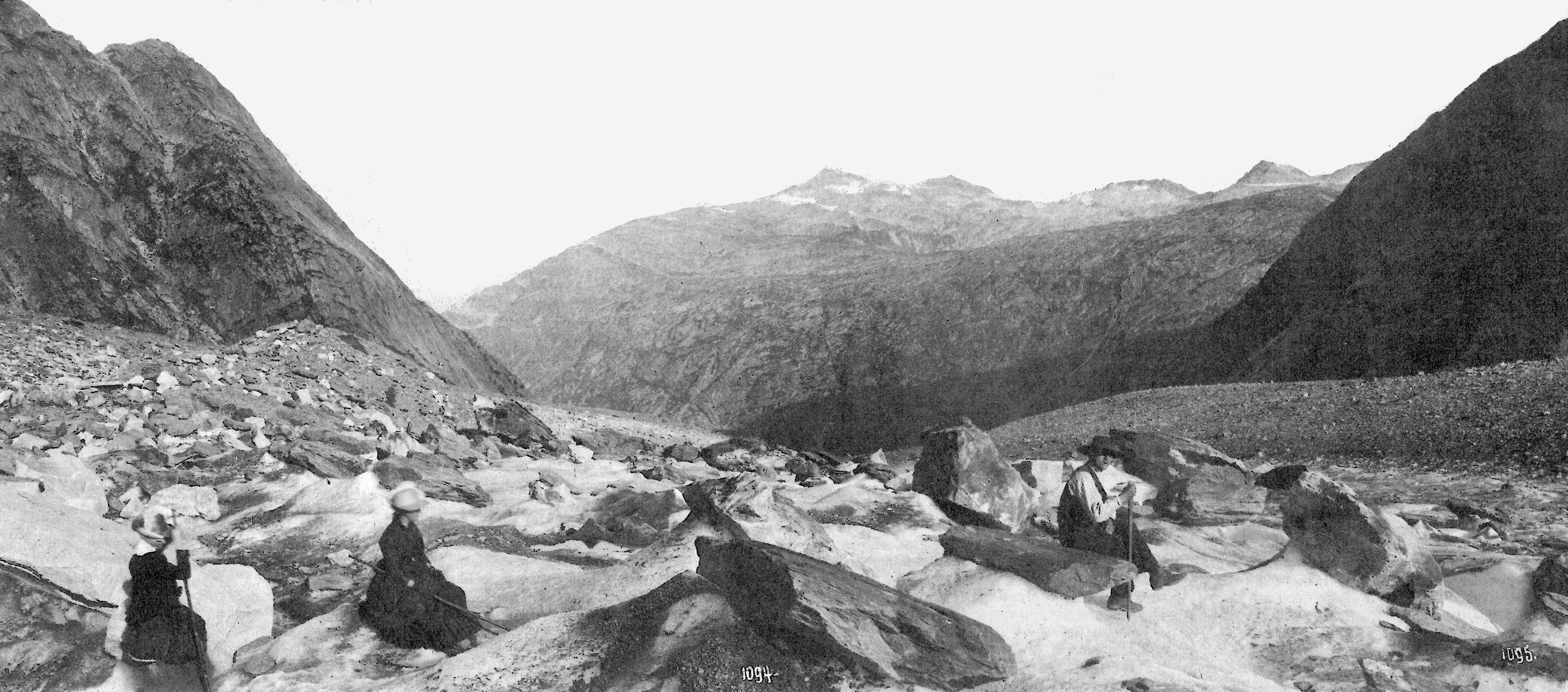
Ledovec Unteraar